# For Her Sister's Sake (film 1910)
For Her Sister's Sake è un cortometraggio muto del 1910 diretto da Edwin S. Porter. Prodotto da Edison Manufacturing Company, il film - interpretato da Mary Fuller, Charles Ogle e Florence Turner - uscì in sala il 12 aprile 1910.

## Produzione
Il film fu prodotto dalla Edison Manufacturing Company.

## Distribuzione
Distribuito dalla Edison Manufacturing Company, il film - un cortometraggio di 158,4 metri - uscì nelle sale cinematografiche statunitensi il 12 aprile 1910. Nelle proiezioni, veniva programmato con il sistema dello split reel, accorpato in un'unica bobina con un altro cortometraggio prodotto dalla Edison, il documentario King Cotton.